# Usimbara
Usimbara é um gênero de traça pertencente à família Arctiidae.